# Иван Пройнов
Иван Филипов Пройнов е български офицер, генерал-майор, участник в Балканската (1912 – 1913) и Междусъюзническата война (1913), командир на 3-та артилерийска бригада през Първата световна война (1915 – 1918).

## Биография
Иван Пройнов е роден на 10 април 1866 г. в Севлиево. През 1883 г. постъпва във Военното на Негово Княжеско Височество училище, достига до звание младши портупей-юнкер, дипломира се 24-ти по успех от 163 офицери, на 27 април 1887 г. е произведен в чин подпоручик и зачислен във 2-ри артилерийски полк. Служи и в Разградския артилерийски склад. На 18 май 1890 г. е произведен в чин поручик. През 1900 г. е командир на батарея от 4–и артилерийски полк. На 31 декември 1906 г. е произведен в чин подполковник. Подполковник Пройнов е началник на 1-во артилерийско отделение от 1-ви артилерийски полк. През 1909 г. е началник-отдел в 7–и артилерийски полк.
По време на Балканската война (1912 – 1913) майор Иван Пройнов командва 7–и не с. с. артилерийски полк. На 18 май 1913 е произведен в чин полковник. От началото на 1915 г. е командир на 2–ри планински артилерийски полк. По време на Първата световна война (1915 – 1918) полковник Пройнов е командир на 3-та артилерийска бригада. Съгласно заповед № 679 от 1917 г. по Действащата армия е награден с военен орден „За храброст“ IV степен 1 клас – за „бойни отличия през войната“.
Иван Пройнов е женен и има 2 деца. Умира в Сливен на 27 октомври 1918.
През 1921 г. съгласно заповед № 355 по Министерството на войната посмъртно е награден с народен орден „За военна заслуга“ III степен с военно отличие – отново „за бойни отличия през войната“.

## Военни звания
- Подпоручик (27 април 1887)
- Поручик (18 май 1890)
- Капитан (2 август 1894)
- Майор (1903)
- Подполковник (31 декември 1906)
- Полковник (18 май 1913)
- Генерал-майор

## Образование
- Военно на Негово Княжеско Височество училище (1883 – 1887)

## Награди
- Военен орден „За храброст“ IV степен 2 клас
- Княжески орден „Св. Александър“ IV степен без мечове
- Народен орден „За военна заслуга“ V степен на обикновена лента
- Орден „За заслуга“ на обикновена лента
- Военен орден „За храброст“ IV степен 1 клас (1917)
- Народен орден „За военна заслуга“ III степен с военно отличие (1921)